# Buseno
Buseno é uma comuna da Suíça, no Cantão Grisões, com cerca de 100 habitantes. Estende-se por uma área de 11,26 km², de densidade populacional de 9 hab/km². Confina com as seguintes comunas: Arvigo, Braggio, Castaneda, Roveredo, Santa Maria in Calanca, San Vittore.
A língua oficial nesta comuna é o Italiano.